# 大分県立大野高等学校
大分県立大野高等学校（おおいたけんりつ おおのこうとうがっこう）は、かつて大分県大野郡大野町（現豊後大野市）に所在した公立の高等学校。
以下は特記しない限り、閉校時点での情報である。

## 概要
大分県立大野高等学校は、大分県の中央部に位置する大野町に所在する唯一の高等学校であった。
生徒数の減少により、定員を充足することが困難になったため2000年度（平成12年度）から生徒の募集を停止し、2002年（平成14年）3月31日に閉校した。閉校直前の学校生活の様子は、テレビ大分によって『消える母校〜最後の卒業生が過ごした日々〜』という番組にまとめられ、第11回FNSドキュメンタリー大賞のノミネート作品となってフジテレビでも放送された。
跡地は、大野町（現豊後大野市）に譲渡され、建物の一部が大野公民館、教育委員会の支局、ケーブルテレビの放送拠点などとして利用されている。
卒業証明書等の事務は大分県立竹田高等学校に承継された。

## 設置学科
- 普通科

## 所在地
- 〒879-6441 大分県大野郡大野町田中276-2

## 沿革
- 1925年（大正14年） - 東大野実業学校設立。
- 1926年（大正15年） - 東大野女子実業補習学校に改称。
- 1928年（昭和3年）2月1日 - 大分県大野中学校設立
- 1934年（昭和9年）4月 - 東大野女子実業補習学校を大野町立女子実科専修学校に改称。
- 1935年（昭和10年）12月 - 大分県立大野中学校廃校。
- 1936年（昭和11年）4月1日 - 大分県立実業青年学校設立。
- 1939年（昭和14年）4月1日 - 大分県立青年学校教員養成所（当校校地に所在）に大分県立大野拓殖農林学校を併設。
- 1939年（昭和14年）4月 - 大分県立実業青年学校廃校。同校女子部を大野町に移管し、大野町立大分県大野実科高等女学校を設立。
- 1940年（昭和15年）4月 - 大野町立大分県大野実科高等女学校を大野高等女学校に改称。
- 1946年（昭和21年）2月2日 - 大分県立大野拓殖農林学校を大分県立大野農林学校に改称するとともに、大野高等女学校を合併して女子部を置く。
- 1948年（昭和23年）4月1日 - 大分県立大野高等学校設立。
- 1999年（平成11年）8月 - 生徒募集停止決定。
- 2002年（平成14年）3月31日 - 閉校。

## 出身者
- 芦刈芳久（元プロ野球投手・1988年オリックス・ブレーブスドラフト6位）